# Ortovanadato de sódio
Ortovanadato de sódio é um composto inorgânico de fórmula química Na3VO4 , onde o vanadato, VO43−, exibe a geometria tetraédrica. É um inibidor das proteínas tirosina fostatase, fostatases alcalinas e  uma parte das ATPases, mais precisamente nas que agem como as análogas ao fostato. O íon VO43− se liga reversívelmente aos sítios ativos da maioria das tirosina fosfatases.
Muitas vezes, é adicionado às soluções tampão que são utilizadas na análise de proteínas em biologia molecular . O objetivo é o de preservar a fosforilação de proteínas de interesse através da inibição fosfatases endógenas presentes na mistura de células lisadas.

## Síntese
Ortovanadato de sódio é produzido através da dissolução de óxido de vanádio(V) em uma solução de hidróxido de sódio.